# موريل سانتا أنا
موريل سانتا أنا (بالإسبانية: Muriel Santa Ana)‏ (و. 1970 – م) هي ممثلة، ومغنية من الأرجنتين. ولدت في بوينس آيرس.

## وصلات خارجية
- موريل سانتا أنا على موقع IMDb (الإنجليزية)
- موريل سانتا أنا على موقع قاعدة بيانات الأفلام العربية
- موريل سانتا أنا على موقع ألو سيني (الفرنسية)
- موريل سانتا أنا على موقع قاعدة بيانات الفيلم (الإنجليزية)
- موريل سانتا أنا على موقع كينوبويسك (الروسية)